# Vobbia (torrente)
Il torrente Vobbia (Vöbbia in ligure - Vòbia in piemontese) è un corso d'acqua dell'Appennino Ligure, affluente di destra della Scrivia.

## Percorso

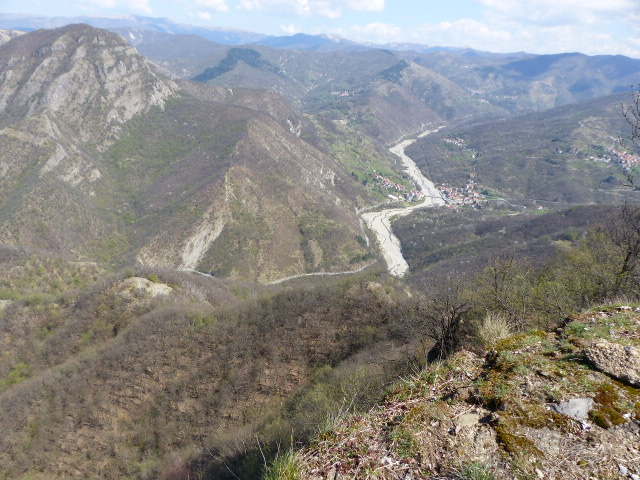
Valle Vobbia vista da Rocche del Reopasso

Si forma nei pressi del comune omonimo nella città metropolitana di Genova, dalla confluenza del torrente Vallenzona (che nasce dal monte Buio) e del torrente Fabio (che nasce al passo dell'Incisa, nei pressi della frazione Alpe) e con un percorso tortuoso e tratti ingolato da sud-est a nord-ovest si getta da destra nella Scrivia a Isola del Cantone, dopo aver ricevuto il rio Busti poco dopo l'antico ponte di Zan.
Nel suo percorso il torrente forma il piccolo lago artificiale di Vobbietta.
Nella valle si trovano il castello della Pietra, incastonato tra due torrioni di roccia in posizione dominante sul torrente e sulla strada che ne percorre il fondovalle, e il santuario di Nostra Signora di Tuscia, nella frazione Noceto di Isola del Cantone, lungo la strada tra le frazioni di Vobbietta e Montessoro.

### Principali affluenti
- Sinistra idrografica:
  - torrente Fabio,
  - rio Crosa,
  - rio del Passaggio.
- Destra idrografica:
  - torrente Vallenzona,
  - rio Busti,
  - rio di Fregata,
  - rio di Lavaggio,
  - rio Tuscia.

## Regime

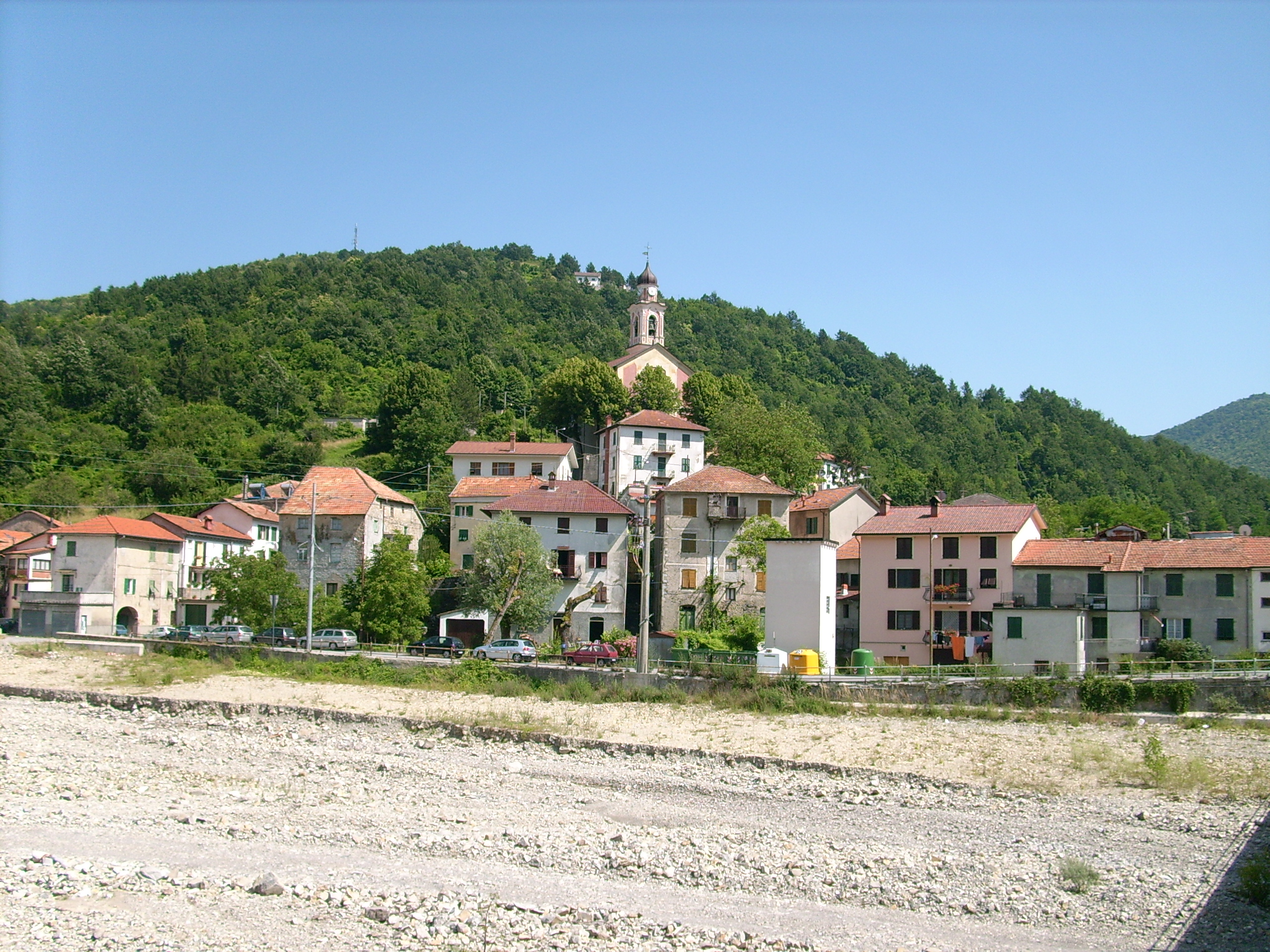
Il Vobbia in secca d'estate a Vobbia

Il Vobbia ha regime torrentizio, alternando violente piene in autunno a forti magre estive, pur presentando sempre acqua anche in estate